# Василий Будиволна
Василий Будиволна (?-ок.1358) — князь Псковский в 1357-1358 годах, известный по единственному упоминанию в летописи.

## Биография
В 1357 году по данным Первой Псковской летописи был призван на престол князь Василий Будиволна. На период его княжения приходится церковный собор во Пскове, определивший введение службы к Святой Софии, а также постройка новой деревянной церкви на средства местного купечества. Современные исследователи придерживаются различных точек зрения на причины данного действия, однако никто не сомневается, что оно было связано с борьбой Пскова и Литвы за влияние в регионе. Так или иначе, остаются неясными как личность этого правителя, так и время его пребывания на Псковском княжении, поскольку вскоре(в том же или следующем году) псковское войско в разорительном походе на Полоцк возглавил, не Василий, а Евстафий Изборский. Остаётся лишь предположить, что Будиволна по неизвестным нам причинам не задержался на Псковском престоле и покинул город до начала боевых действий в Полоцкой земле. Вот что об этом говорит летописец:
Въ лѣто ҂ѕωξе(1357). Прiѣхаше князь Василей Будиволна (Будволна) на княженiе во Псковъ. Тогда и другiй сборъ учиниша во Псковѣ къ святѣй Софьи введенную службу держати и свершати, въ славу Богу и въ честь святыни Божiи, въ долготу днiй въ вѣки. Потомъ же плесковичи поѣхаша о князи Еустафiи къ Полотску городу, и повоеваша волость ихъ.Псковская первая летопись
В Третьей же Псковской летописи поход князя Евстафия Изборского и псковичан на Полоцк отнесён к 1358 году, то бишь по версии этого списка Василий Будиволна правил более одного года.

## Происхождение
Существует две основные версии происхождения Василия, поскольку в летописном списке не представлена информация о его предках:
I. Первая гипотеза описывает Будиволну гордым потомком литовских князей. Её основоположником является Владимир Антонович, он предполагал, что Василий Будиволна был призван псковичами в результате заключения мира с Литвой, но был изгнан из-за возобновления конфликта с Полоцком. Подобную непоследовательность он считает следствием борьбы пролитовской и проновгородской "партий":
Въ 1354 и 1355 годахъ Псковичи ходили съ княземъ Остафiемъ воевать Полоцкую землю. Въ 1357 году послѣдовало, какъ кажется, примиренiе и во Псковѣ принятъ былъ на княженiе нѣкто — князь Василiй Будволна, вѣроятно въ качествѣ Андреева намѣстника, но годъ спустя Псковичи опять ходили войною на Полоцкъ съ княземъ Остафiем. Очевидно, во Псковѣ боролись двѣ партiи: новгородская и литовская, поочередно осиливавшiя другъ друга. Положенiе это продолжалось въ теченiе всего княженiя Ольгерда и только в самый годъ его смерти(1377) Андрей Полоцкiй успѣлъ восторжествовать надъ противниками: "князь Андрей Ольгердовичъ прибѣже во Псковъ и посадиша его Псковичи на княженiе"В. Б. Антонович, Монографии по истории Западной и Юго-Западной России
О том, что Василий Будиволна был литовским князем, также писал А. В. Еременко, называя его Василием Будивиловичем.
II. Вторая версия предполагает выведение рода Василия из Рюриковичей. У нас есть несколько претендентов на роль его отца, однако говорить о каких-либо твёрдых фактах не приходится. Из этого А. В. Валеров вывел значение Будиволны как великокняжеского наместника, он также приводит аргументы, доказывающие невозможность призвания литовского князя на псковский стол в середине XIV века:
Очевидно, с подготовкой псковичей к войне с Полоцком был связан приезд на княжение Василия Будиволны, о чем под 1357 г. рассказывают Псковские Первая и Третья летописи. К сожалению, остается неясной личность этого князя и время его пребывания на псковском столе, так как вскоре(в том же или следующем году) псковское войско возглавил не Василий, а изборский князь Евстафий. Можно лишь предполагать, что Василий Будиволна по каким-то причинам не задержался в Пскове и покинул город до начала военных действий в Полоцкой земле. Вряд ли следует относить Василия Будиволну к роду литовских князей. Такому мнению противоречат некоторые обстоятельства отношений Пскова и Литвы в 50-х годах XIV в. Во-первых, с 1349-1350 гг. оба государства находились в состоянии продолжительной войны. Во-вторых, никак нельзя объяснить, зачем псковичам звать на княжение литовского князя, если Псков готовится к походу на Полоцк (что и произошло в том же 1357 г.). Поэтому нет никаких оснований считать Василия Будиволну выходцем из Литвы. Убедительно идентифицировать личность князя не позволяет имеющийся к настоящему времени объем данных источников о нем, но можно предположить, что Василий Будиволна являлся представителем великокняжеской власти в Пскове, тем более что во второй половине XIV в. Псковская республика оставалась в политической системе великого княжения Владимирского.А. В. Валеров, Новгород и Псков: Очерки политической истории